# Hellveto
Hellveto – polski solowy projekt muzyczny Filipa Mrowińskiego (znanego szerzej pod pseudonimem L.O.N.) powstały na przełomie lat 1995 i 1996. Twórczość Hellveto to mroczna, zróżnicowana muzyka oscylująca w klimacie muzyki pagan metalowej, zawierająca też elementy symfoniczne. Artysta wydał pod szyldem Hellveto kilkanaście wydawnictw opublikowanych w różnych rejonach świata (Polska, Ukraina, Białoruś, USA, Wielka Brytania, Hiszpania, Singapur etc.).
Poza Hellveto Mrowiński jest (lub był) członkiem zespołów: Sarkel, Blakagir i Winds of Garden.

Obecnie projekt jest kontynuowany pod nazwą Neoheresy.

## Dyskografia

### Albumy studyjne
- Autumnal Night (2002)
- Medieval Scream (2003)
- Zemsta (2003)
- In Arms of Kurpian Phantom(2004)
- Epitaph (2005)
- Klątwa (2005)
- Prelude to Dying (2005)
- Zmierzch (2006)
- In the Glory of Heroes (2006)
- Stos (2006)
- Vision from the Past(2006)
- 966 (2007)
- Neoheresy (2008)
- Od południa na północ... (2009)
- Kry (2009)
- Wiara, nadzieja..., potępienie (2010)
- Damnaretis (2012)

### Dema
- Hellveto (first version) (1996)
- Winterforest (1998)
- Horned Sky (1999)
- Medieval Scream (2000)
- Hellveto (2001)

### Minialbumy
- My Eternal Hegemony... (2002)

### Kompilacje
- Shadow of the Blue / My Eternal Hegemony (2005)
- Visions from the Past / Stony Fathers of Winter (2006)
- Crusade / Autumnal Night (2007)
- Galeon And Hellveto (2007)

### Splity
- Under the Sign of Ancient Gods / Burning Kingdoms (2001)
- When the River of Hate Tears Floods (2005)

## Wytwórnie
Płyty projektu były wydawane pod szyldem następujących wytwórni: Black Plague Records, Ritual Execution, God Is Myth Records, Goi Music, Pagan Fury Music, Angelisc Ent. Obecnie wytwórnią projektu Hellveto jest Pagan Records.